# Laura Tomasi
Pour les articles homonymes, voir Tomasi.
Laura Tomasi née le 1er juillet 1999, à Miane est une coureuse cycliste italienne.

## Biographie
Laura Tomasi a eu le prix de la combativité, à la 6e étape du The Women's Tour 2022.

## Palmarès sur route

### Par années
- 2018
  - Memorial Valerio Cappellotto
  - 3e étape du Giro delle Marche
- 2019
  - Memorial Valerio Cappellotto
  - Trofeo Oro in Euro
  - 2e du Trofee Maarten Wynants
  - 3e du Giro della Campania in Rosa
- 2021
  - 3e de Trofeo Oro in Euro
- 2025
  - Grand Prix du Salvador
  - 2e du Grand Prix Suf City El Salvador

### Résultats sur les grands tours

#### Tour d'Italie
7 participations
- 2018 : 81e
- 2019 : abandon (7e étape)
- 2020 : 67e
- 2021 : 66e
- 2022 : abandon (1re étape)
- 2024 : abandon (8e étape)
- 2025 : abandon (7e étape)

#### Tour de France
2 participations
- 2024 : 68e
- 2025 : 99e

#### Tour d'Espagne
2 participations
- 2024 : 64e
- 2025 : non-partante (4e étape)

### Classements mondiaux
| Année                                 | 2018 | 2019 | 2020 | 2021 | 2022 | 2023 | 2024 |
| ------------------------------------- | ---- | ---- | ---- | ---- | ---- | ---- | ---- |
| Classement UCI                        | 309e | 220e | nc   | 202e | 190e | 307e | 155e |
| UCI World Tour                        | nc   | nc   | nc   | 125e | 90e  | 153e | 178e |
|                                       |      |      |      |      |      |      |      |
| Légende : nc = non classéSource : UCI |      |      |      |      |      |      |      |